# روث کارنی
روث کارنی (انگلیسی: Ruth Kearney؛ زادهٔ ۱۱ نوامبر ۱۹۸۴) بازیگر اهل جمهوری ایرلند است. وی از سال ۲۰۰۹ میلادی تاکنون مشغول فعالیت بوده‌است.
از فیلم‌ها یا مجموعه‌های تلویزیونی که وی در آن‌ها نقش داشته‌است، می‌توان به سندیتون، شهر هالبی، ستمگر، پیروی و دوران کهن اشاره نمود.